# Polkolor
Zakłady Kineskopowe „Unitra-Polkolor” – polskie przedsiębiorstwo, które zajmowało się produkcją kineskopów dla telewizji kolorowej oraz ich podzespołów. Zakłady mieściły się w Piasecznie i funkcjonowały w latach 1976–1991.

## Historia
W latach 70. i 80. XX w. zakłady należały do Zjednoczenie Przemysłu Elektronicznego UNITRA i były jednym ze sztandarowych przedsięwzięć tzw. epoki Gierka. W 1979 rozpoczęto produkcję 21-calowych kineskopów kolorowych na licencji RCA. Zakłady posiadały własną hutę szkła kineskopowego opartą na licencji firmy Corning.
Dla ułatwienia przejazdu pomiędzy siedzibą firmy a Warszawą uruchomiono linię trolejbusową.
W roku 1991 w wyniku porozumienia zawartego pomiędzy Ministerstwem Przekształceń Własnościowych a francuskim koncernem Thomson Consumer Electronics (później Thomson Multimedia, obecnie Thomson S.A.) utworzona została spółka joint venture Thomson Polkolor, której udziałowcem większościowym był partner francuski. W kolejnych latach spółka zmieniała nazwę na Thomson Multimedia Polska, Thomson Displays Polska, a obecnie nazywa się TDP Sp. z o.o.
W 2005 roku Thomson podjął decyzję o sprzedaży całej swojej gałęzi kineskopowej (oprócz zakładów w Piasecznie były to fabryki we Włoszech, w Meksyku i w Chinach) indyjskiemu koncernowi Videocon Industries Limited.
W 2008 roku w fabryce zainstalowano linię montażu odbiorników telewizyjnych, które produkowane są pod markami NORDMENDE, KENSTAR i innymi. W 2009 zaprzestano produkcji, maszyny urządzenia produkcyjne wywieziono do Chin, a powierzchnie fabryczne i biurowe wynajęte.
W roku 2023 zabudowania fabryczne zostały wyburzone. Tym samym ostatecznie zakończyła się historia zakładów Unitra-Polkolor.

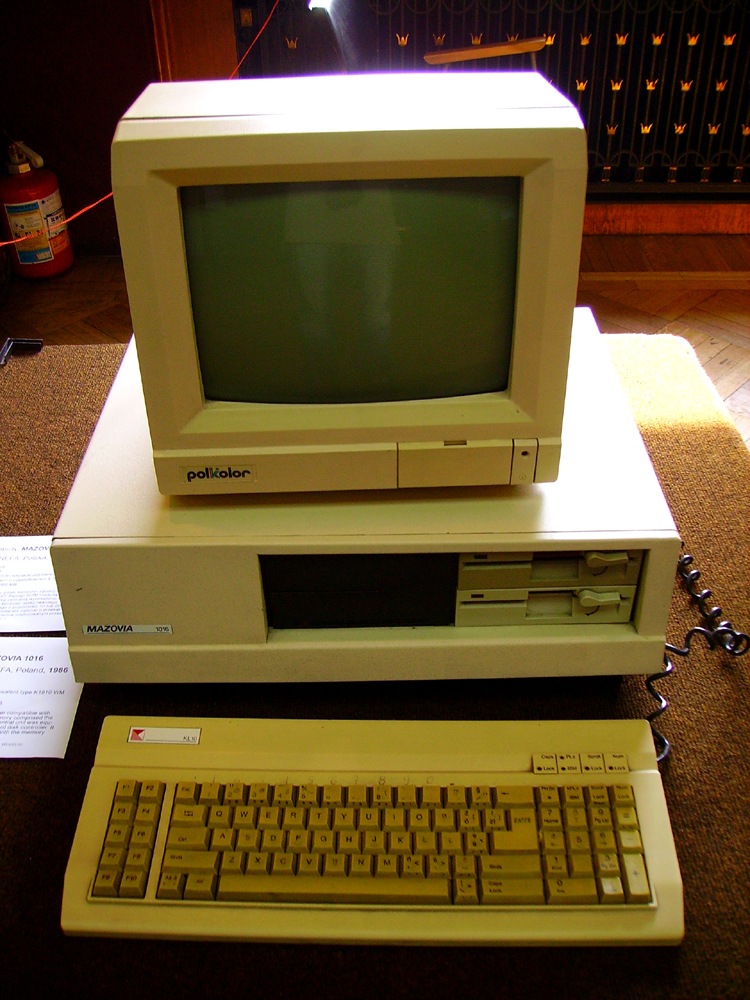
Komputer Mazovia 1016 z monitorem Polkolor